# 1972年の阪急ブレーブス
1972年の阪急ブレーブスでは、1972年の阪急ブレーブスにおける動向をまとめる。
この年の阪急ブレーブスは、西本幸雄監督の10年目のシーズンであり、2年連続5度目のリーグ優勝を果たしたシーズンである。

## 概要
就任10年目の西本監督はセンターライン強化のため正遊撃手の阪本敏三や正捕手の岡村浩二を東映に放出して、新たに大橋穣と種茂雅之を獲得。それまで5番・6番を打っていた大熊忠義が2番に入り、福本が出塁して大熊が送り、加藤秀司がヒットを放ってそこから得点というチームの得点パターンが確立された。この年の福本は開幕から走りまくり、1試合5盗塁やパ・リーグ初の100盗塁を達成するなど記録ずくめの1年となった。福本につられるように大熊や加藤、4番の長池徳士が打ちまくるなど打撃陣も絶好調で、投手陣では山田久志や足立光宏をはじめ、ベテラン・米田哲也もローテーションを守って奮闘したほか、中継ぎでの登板が多かった戸田善紀も後半戦からローテ入りするなど若手の活躍もあった。チームは7月以降南海や東映とのゲーム差を広げていき、9月26日には地元・西宮球場で2年連続の優勝が決定。巨人の主力選手が高齢化したこともあり、日本シリーズは阪急有利の声も上がったが打線がまたしても巨人投手陣に封じられ盗塁王の福本もマークされて走れず、前年同様1勝4敗で敗退した。また、この年から変更した赤黒ラインのユニフォームは、幾度かのマイナーチェンジを繰り返しながら、球団売却の1988年まで使用された。

## チーム成績

### レギュラーシーズン
| 1 | 中 | 福本豊   |
| 2 | 左 | 大熊忠義 |
| 3 | 一 | 加藤秀司 |
| 4 | 三 | 森本潔   |
| 5 | 二 | ソーレル |
| 6 | 右 | 正垣泰祐 |
| 7 | 遊 | 大橋穣   |
| 8 | 捕 | 種茂雅之 |
| 9 | 投 | 足立光宏 |

| 順位 | 4月終了時 | 4月終了時 | 5月終了時 | 5月終了時 | 6月終了時 | 6月終了時 | 7月終了時 | 7月終了時 | 8月終了時 | 8月終了時 | 9月終了時 | 9月終了時 | 最終成績 | 最終成績 |
| ---- | --------- | --------- | --------- | --------- | --------- | --------- | --------- | --------- | --------- | --------- | --------- | --------- | -------- | -------- |
| 1位  | 南海      | --        | 阪急      | --        | 阪急      | --        | 阪急      | --        | 阪急      | --        | 阪急      | --        | 阪急     | --       |
| 2位  | 阪急      | 0.5       | 南海      | 3.0       | 南海      | 7.0       | 南海      | 6.5       | 南海      | 13.0      | 南海      | 13.0      | 近鉄     | 14.0     |
| 3位  | 近鉄      | 1.5       | 東映      | 4.5       | 東映      | 8.5       | 東映      | 11.5      | 東映      | 16.0      | 東映      | 15.0      | 南海     | 14.0     |
| 4位  | ロッテ    | 2.0       | 近鉄      | 7.5       | ロッテ    | 8.5       | ロッテ    | 12.5      | ロッテ    | 17.0      | 近鉄      | 15.0      | 東映     | 15.0     |
| 5位  | 東映      | 3.0       | ロッテ    | 8.5       | 近鉄      | 14.5      | 近鉄      | 13.5      | 近鉄      | 20.5      | ロッテ    | 16.0      | ロッテ   | 20.5     |
| 6位  | 西鉄      | 5.0       | 西鉄      | 12.5      | 西鉄      | 20.5      | 西鉄      | 22.0      | 西鉄      | 26.5      | 西鉄      | 31.0      | 西鉄     | 32.5     |

| 順位 | 球団             | 勝 | 敗 | 分 | 勝率  | 差   |
| 1位  | 阪急ブレーブス   | 80 | 48 | 2  | .625  | 優勝 |
| 2位  | 近鉄バファローズ | 64 | 60 | 6  | .5161 | 14.0 |
| 3位  | 南海ホークス     | 65 | 61 | 4  | .5159 | 14.0 |
| 4位  | 東映フライヤーズ | 63 | 61 | 6  | .508  | 15.0 |
| 5位  | ロッテオリオンズ | 59 | 68 | 3  | .465  | 20.5 |
| 6位  | 西鉄ライオンズ   | 47 | 80 | 3  | .370  | 32.5 |

### 日本シリーズ
| 日付                                    | 試合   | ビジター球団（先攻） | スコア   | ホーム球団（後攻） | 開催球場     |
| --------------------------------------- | ------ | -------------------- | -------- | ------------------ | ------------ |
| 10月21日（土）                          | 第1戦  | 阪急ブレーブス       | 3 - 5    | 読売ジャイアンツ   | 後楽園球場   |
| 10月22日（日）                          | 第2戦  | 雨天中止             | 雨天中止 | 雨天中止           | 後楽園球場   |
| 10月23日（月）                          | 第2戦  | 阪急ブレーブス       | 4 - 6    | 読売ジャイアンツ   | 後楽園球場   |
| 10月24日（火）                          | 移動日 | 移動日               | 移動日   | 移動日             | 移動日       |
| 10月25日（水）                          | 第3戦  | 読売ジャイアンツ     | 3 - 5    | 阪急ブレーブス     | 阪急西宮球場 |
| 10月26日（木）                          | 第4戦  | 読売ジャイアンツ     | 3 - 1    | 阪急ブレーブス     | 阪急西宮球場 |
| 10月27日（金）                          | 第5戦  | 雨天中止             | 雨天中止 | 雨天中止           | 阪急西宮球場 |
| 10月28日（土）                          | 第5戦  | 読売ジャイアンツ     | 8 - 3    | 阪急ブレーブス     | 阪急西宮球場 |
| 優勝：読売ジャイアンツ（8年連続16回目） |        |                      |          |                    |              |

## オールスターゲーム1972
| ポジション | 名前     | 選出回数 |
| ---------- | -------- | -------- |
| 監督       | 西本幸雄 |          |
| 投手       | 山田久志 | 2        |
| 投手       | 足立光宏 | 5        |
| 捕手       | 種茂雅之 | 2        |
| 内野手     | 森本潔   | 2        |
| 外野手     | 長池徳二 | 6        |
| 外野手     | 福本豊   | 2        |

- 太字はファン投票で選ばれた選手。

## できごと
- 5月3日 - 福本豊が西宮球場での対東映4回戦でパ・リーグ新記録となる1試合5盗塁を記録[3]。
- 5月20日 - 梶本隆夫が中日球場での対近鉄6回戦で近鉄を6-0と完封して1勝目を挙げ、プロ通算250勝を達成[4]。
- 8月27日 - 福本豊が西宮球場での対東映20回戦で1試合3盗塁し、河野旭輝が1955年に記録した1シーズン85盗塁のプロ野球記録を更新[5]。
- 9月26日 - 西宮球場での対南海23回戦に6-3と勝利し、2年連続5度目のパ・リーグ優勝[6]。また、福本豊がこの日1盗塁を記録し、MLBのモーリー・ウィルスのシーズン盗塁記録104を上回る105盗塁を記録[7]。
- 10月28日 - 日本シリーズの第5戦が西宮球場で行われ、巨人が阪急に8対3で勝利し、4勝1敗で日本シリーズ8年連続優勝[8]。
- 10月29日 - 最優秀選手にセ・リーグは巨人の堀内恒夫、パ・リーグは福本豊が選出される。
- 11月1日 - ダリル・スペンサー選手兼守備コーチの退団を発表し、自由契約とした。

## 表彰選手
| リーグ・リーダー | リーグ・リーダー | リーグ・リーダー | リーグ・リーダー |
| 選手名           | タイトル         | 成績             | 回数             |
| ---------------- | ---------------- | ---------------- | ---------------- |
| 福本豊           | 最優秀選手       |                  | 初受賞           |
| 福本豊           | 盗塁王           | 106個            | 3年連続3度目     |
| 長池徳二         | 本塁打王         | 41本             | 3年ぶり2度目     |
| 山田久志         | 最多勝利         | 20勝             | 初受賞           |

| ベストナイン                 | ベストナイン | ベストナイン |
| 選手名                       | ポジション   | 回数         |
| ---------------------------- | ------------ | ------------ |
| 山田久志                     | 投手         | 2年連続2度目 |
| 大橋穣                       | 遊撃手       | 初受賞       |
| 長池徳二                     | 外野手       | 4年連続5度目 |
| 福本豊                       | 外野手       | 初受賞       |
| ダイヤモンドグラブ賞（新設） |              |              |
| 選手名                       | ポジション   | ポジション   |
| 足立光宏                     | 投手         | 投手         |
| 種茂雅之                     | 捕手         | 捕手         |
| 大橋穣                       | 遊撃手       | 遊撃手       |
| 福本豊                       | 外野手       | 外野手       |

## ドラフト
| 順位 | 選手名   | ポジション | 所属               | 結果           |
| ---- | -------- | ---------- | ------------------ | -------------- |
| 1位  | 石田真   | 投手       | 足利工業高         | 入団           |
| 2位  | 大島郁将 | 内野手     | 神奈川大学         | 入団           |
| 3位  | 石田芳雄 | 投手       | 上武大学附属第一高 | 入団           |
| 4位  | 大倉博夫 | 投手       | 酒田商業高         | 拒否・東芝入社 |
| 5位  | 城間盛雅 | 投手       | 名護高             | 入団           |